# Mistrzostwa Polski Niewidomych w szachach

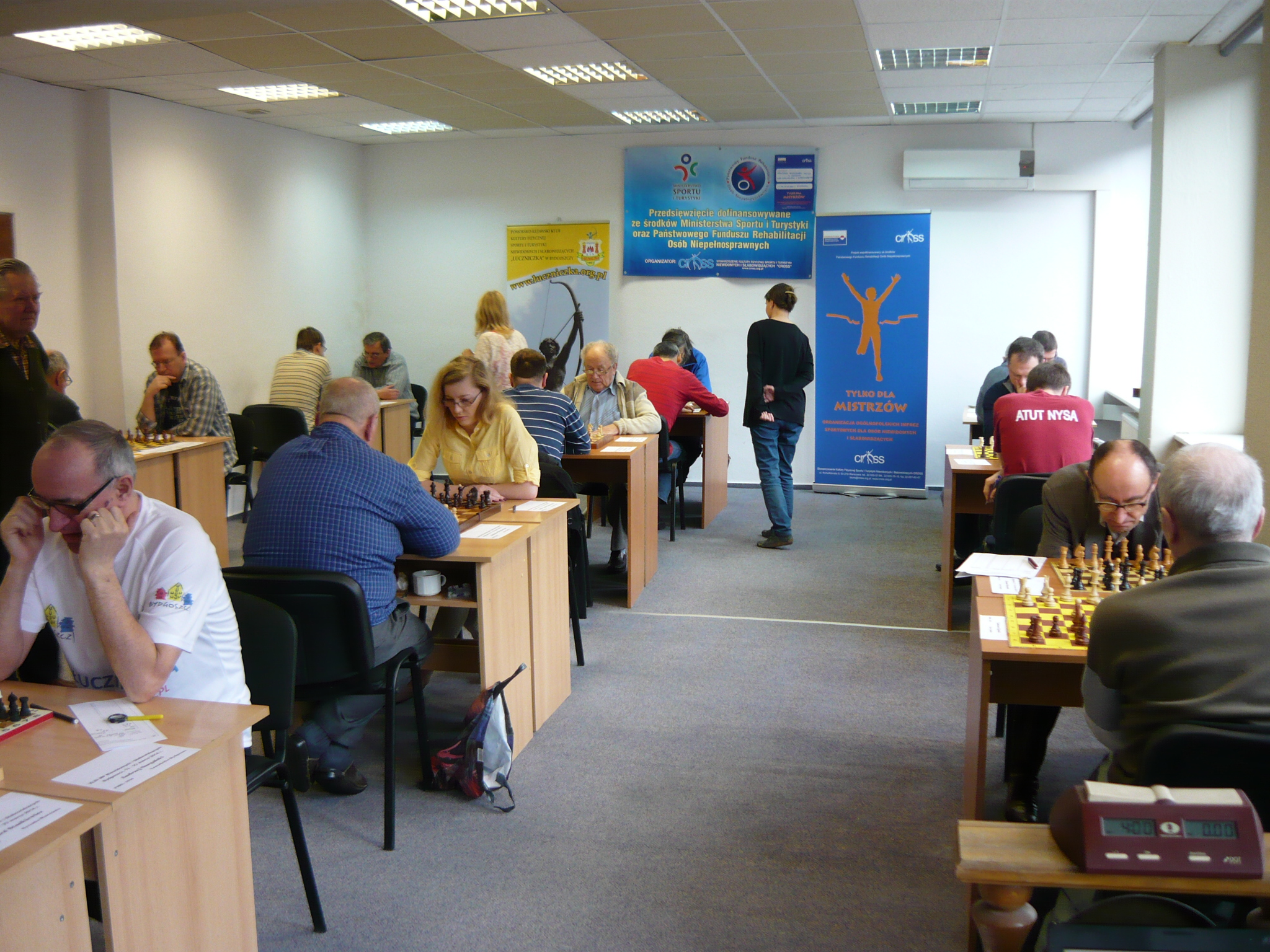
Finał Mistrzostw Polski Niewidomych
i Słabowidzących, Bydgoszcz 2014

Mistrzostwa Polski Niewidomych i Słabowidzących w szachach – turniej krajowy, mający na celu wyłonienie mistrzów Polski wśród szachistów niewidomych i słabowidzących. Na podstawie wyników (w głównej mierze) tego turnieju wyłania reprezentację Polski na turnieje międzynarodowe (np. Olimpiada Szachowa Niewidomych)
Pierwszy turniej o mistrzostwo Polski mężczyzn niewidomych rozegrany został w 1952, natomiast pierwszy turniej kobiet – w 1985 roku.
Ze względów proceduralnych, mistrzostwa w 2012 r. rozegrano jako "Mistrzostwa Stowarzyszenia CROSS".

## Mistrzowie i Mistrzynie Polski Niewidomych i Słabowidzących w szachach
| Lp | Rok  | Miasto          | Mężczyźni            |
| -- | ---- | --------------- | -------------------- |
| 1  | 1952 | Bydgoszcz       | Henryk Cywiński      |
| 2  | 1953 | Łódź            | Henryk Cywiński      |
| 3  | 1954 | Chorzów         | Henryk Cywiński      |
| 4  | 1955 | Kraków          | Jerzy Brycki         |
| 5  | 1956 | Muszyna         | Jerzy Brycki         |
| 6  | 1957 | Muszyna         | Jerzy Brycki         |
| 7  | 1958 | Muszyna         | Henryk Cywiński      |
| 8  | 1959 | Muszyna         | Roman Krzemień       |
| 9  | 1961 | Muszyna         | Jerzy Brycki         |
| 10 | 1962 | Pokrzywna       | Zygmunt Bajduszewski |
| 11 | 1966 | Muszyna         | Kazimierz Krajewski  |
| 12 | 1968 | Wisła           | Wangelis Dimopulos   |
| 13 | 1970 | Polanica-Zdrój  | Wangelis Dimopulos   |
| 14 | 1973 | Wisła           | Roman Walisiak       |
| 15 | 1975 | Paszkówka       | Zdzisław Misiejuk    |
| 16 | 1977 | Paszkówka       | Roman Walisiak       |
| 17 | 1979 | Kokotek         | Rajnold Pietrowski   |
| 18 | 1981 | Józefów         | Roman Walisiak       |
| 19 | 1983 | Drzonków        | Piotr Dukaczewski    |
| 20 | 1985 | Wilga           | Piotr Dukaczewski    |
| 21 | 1987 | Drzonków        | Józef Puchała        |
| 22 | 1989 | Iława           | Ryszard Suder        |
| 23 | 1991 | Muszyna         | Ryszard Suder        |
| 24 | 1993 | Muszyna         | Ryszard Suder        |
| 25 | 1995 | Olsztyn         | Tadeusz Żółtek       |
| 26 | 1997 | Krynica         | Piotr Dukaczewski    |
| 27 | 1998 | Zakopane        | Piotr Dukaczewski    |
| 28 | 1999 | Jarnołtówek     | Ryszard Suder        |
| 29 | 2000 | Zakopane        | Piotr Dukaczewski    |
| 30 | 2001 | Zakopane        | Ryszard Suder        |
| 31 | 2002 | Polanica-Zdrój  | Piotr Dukaczewski    |
| 32 | 2003 | Polanica-Zdrój  | Ryszard Suder        |
| 33 | 2004 | Zakopane        | Piotr Dukaczewski    |
| 34 | 2005 | Krynica         | Piotr Dukaczewski    |
| 35 | 2006 | Krynica         | Piotr Dukaczewski    |
| 36 | 2007 | Poznań          | Rafał Gunajew        |
| 37 | 2008 | Wągrowiec       | Piotr Dukaczewski    |
| 38 | 2009 | Jastrzębia Góra | Rafał Gunajew        |
| 39 | 2010 | Jastrzębia Góra | Rafał Gunajew        |
| 40 | 2011 | Jastrzębia Góra | Jacek Stachańczyk    |
| 41 | 2012 | Warszawa        | Jacek Stachańczyk    |
| 42 | 2013 | Warszawa        | Rafał Gunajew        |
| 43 | 2014 | Bydgoszcz       | Jacek Stachańczyk    |

| Lp | Rok  | Miasto           | Kobiety                         |
| -- | ---- | ---------------- | ------------------------------- |
| 1  | 1985 | Błażejewko       | Teresa Dębowska                 |
| 2  | 1987 | Drzonków         | Teresa Dębowska                 |
| 3  | 1989 | Mrągowo          | Teresa Dębowska                 |
| 4  | 1991 | Olsztyn          | Teresa Dębowska                 |
| 5  | 1993 | Olsztyn          | Teresa Dębowska                 |
| 6  | 1994 | Iława            | Krystyna Perszewska             |
| 7  | 1995 | Nadole           | Teresa Dębowska                 |
| 8  | 1996 | Ustronie Morskie | Teresa Dębowska                 |
| 9  | 1997 | Krynica          | Janina Malcer                   |
| 10 | 1998 | Wągrowiec        | Józefa Spychała                 |
| 11 | 1999 | Jarnołtówek      | Teresa Dębowska                 |
| 12 | 2000 | Zakopane         | Anna Stolarczyk                 |
| 13 | 2001 | Zakopane         | Anna Stolarczyk                 |
| 14 | 2002 | Wągrowiec        | Anna Stypczyńska                |
| 15 | 2003 | Wągrowiec        | Anna Stolarczyk                 |
| 16 | 2004 | Wągrowiec        | Anna Stolarczyk                 |
| 17 | 2005 | Wągrowiec        | Anna Stolarczyk                 |
| 18 | 2006 | Wągrowiec        | Anna Stolarczyk                 |
| 19 | 2007 | Wągrowiec        | Anna Stolarczyk                 |
| 20 | 2008 | Wągrowiec        | Anna Stolarczyk                 |
| 21 | 2009 | Wągrowiec        | Teresa Dębowska                 |
| 22 | 2010 | Mielno           | Anna Stolarczyk                 |
| 23 | 2011 | Chłopy           | Teresa Dębowska                 |
| 24 | 2012 | Chłopy           | Anna Stolarczyk                 |
| 25 | 2013 | Chłopy           | Anna Stolarczyk Teresa Dębowska |